# Seznam skotských měst podle počtu obyvatel
Seznam skotských měst podle počtu obyvatel uvádí města ve Skotsku seřazená podle počtu obyvatel. Jsou uvedena pouze města mající více než 14 tisíc obyvatel. 

## Města nad 14 tisíc obyvatel
- Glasgow, (629 500)
- Edinburgh, (430 082)
- Aberdeen, (212 125)
- Dundee, (155 000)
- Paisley, (74 200)
- East Kilbride, (73 800)
- Livingston, (51 000)
- Cumbernauld, (49 700)
- Hamilton, (48 600)
- Ayr, (48 900)
- Kirkcaldy, (47 000)
- Greenock, (45 500)
- Kilmarnock, (43 600)
- Perth, (43 450)
- Stirling, (41 250)
- Coatbridge, (41 200)
- Inverness, (41 000)
- Dunfermline, (39 300)
- Glenrothes, (38 700)
- Airdrie, (37 000)
- Irvine, (33 100)
- Falkirk, (32 400)
- Dumfries, (32 200)
- Motherwell, (30 350)
- Clydebank, (30 000)
- Wishaw, (28 600)
- Arbroath, (23 500)
- Elgin, (20 900)
- Bellshill, (20 700)
- Dumbarton, (20 600)
- Kirkintilloch, (20 300)
- Renfrew, (20 250)
- Alloa, (18 850)
- Peterhead, (18 000)
- Grangemouth, (17 800)
- Port Glasgow, (16 700)
- Johnstone, (16 500)
- Stenhousemuir, (16 350)
- Kilwinning, (16 000)
- Larkhall, (15 600)
- Erskine, (15 400)
- Prestwick, (15 000)
- Penicuik, (14 750)
- Helensburgh, (14 700)
- Hawick, (14 600)
- St. Andrews, (14 500)
- Alexandria, (14 150)